# John Patterson (baseball, 1978)
Pour les articles homonymes, voir John Patterson.
John Hollis Patterson (né le 30 janvier 1978 à Orange, Texas, États-Unis) est un lanceur droitier de baseball ayant joué dans les Ligues majeures de 2002 à 2007.

## Carrière
John Patterson est un choix de première ronde des Expos de Montréal. Il est le 5e athlète sélectionné par un club du baseball majeur en 1996. Montréal perd toutefois ce choix de repêchage en raison d'une technicalité : une offre formelle n'a pas été soumise à Patterson dans un délai de 15 jours. Libre comme l'air, Patterson signe une entente de 6,075 millions de dollars avec les Diamondbacks de l'Arizona, une franchise d'expansion se préparant à faire son entrée dans la Ligue nationale.
Après avoir fait ses classes en ligues mineures, Patterson fait son entrée dans les majeures avec Arizona le 20 juillet 2002. Il débute bien en remportant deux victoires cette année-là. Utilisé 5 fois comme lanceur partant et deux fois comme releveur, il maintient sa moyenne de points mérités à 3,23 au cours de ce premier séjour dans les grandes ligues. Il déçoit cependant en 2003 avec une seule victoire, quatre défaites et une moyenne de points mérités de 6,05 en 8 départs et 8 sorties en relève pour Arizona.
Le 27 mars 2004, les Expos de Montréal rapatrient Patterson en l'obtenant des Diamondbacks en retour du lanceur gaucher Randy Choate. Patterson présente une fiche victoires-défaites de 4-7 et une moyenne de points mérités de 5,03 en 19 départs à sa seule saison à Montréal. L'année suivante, il suit la franchise qui est transférée à Washington. Sa première année avec les Nationals est sa meilleure en carrière : 31 départs, 9 victoires, 7 défaites et une moyenne de 3,13. Il n'amorce que 15 parties au cours des deux saisons suivantes. Fréquemment blessé, il annonce sa retraite en janvier 2009 alors qu'il n'a pas lancé dans les majeures depuis le 5 mai 2007.
John Patterson a disputé 88 parties dans le baseball majeur, dont 78 comme lanceur partant. Il a remporté 18 victoires contre 25 défaites, avec deux matchs complets dont un blanchissage, un sauvetage en relève et 415 retraits sur des prises. Sa moyenne de points mérités se chiffre à 4,32 en 454 manches et un tiers lancées.